# Магеррамов, Джамшид Шакир оглы
Джамши́д Шакир оглы Магерра́мов (азерб. Məhərrəmov Cəmşid Şakir oğlu; 3 октября 1983, с. Шелли, Агдамский район, Азербайджанская ССР) — азербайджанский футболист, защитник. Выступал в сборной Азербайджана.

## Биография
Джамшид Магеррамов родился 3 октября 1983 года в селе Шелли, Агдамского района, Азербайджанской ССР. В футбол начал играть в возрасте 12 лет в Баку в спортивной школе СДЮШОР. Первые тренеры — Джанбахыш Гусейнов и Эльчин Худадатов.

## Клубная карьера
Профессиональную футбольную карьеру начал в 2003 году с выступления в составе клуба «ЦСКА» (Баку). Защищал также цвета клубов «Карван» и «Баку». В 2009 году перешёл в команду «Карабах» (Агдам).

## Сборная Азербайджана
Выступал за олимпийскую и юношескую (U-17) сборные Азербайджана.
Дебют Магеррамова в составе национальной сборной состоялся 17 ноября 2007 года в Хельсинки, во время отборочного матча чемпионата Европы-2008 с командой Финляндии.

## Достижения
- Золотой медалист чемпионата Азербайджана: 2008/09 (в составе клуба «Бакы» (Баку))
- Серебряный призёр чемпионата Азербайджана: 2005/06 (в составе клуба «Карван»), 2009/10 (в составе клуба «Бакы»)
- Бронзовый призёр чемпионата Азербайджана: 2004/05 (в составе клуба «Карван»)